# Latarnia morska Dona Maria Pia
Latarnia morska Dona Maria Pia (port. Farol de Dona Maria Pia, Farol da Ponta Temerosa lub Farol da Praia) – znak nawigacyjny w postaci wieży znajdujący się na przylądku Ponta Temerosa, po zachodniej stronie wejścia do portu w Prai, stolicy Republiki Zielonego Przylądka, około 3,5 km na południowy zachód od miasta.
Ośmioboczna wieża ma 21 metrów wysokości. Przy niej znajduje się jednokondygnacyjny dom latarników. Cała konstrukcja pomalowana jest na biało, jedynie dach laterny jest szary. Światło umiejscowione 25 m n.p.m. nadaje 2 błyski co 6 sekund w kolorze białym. Zasięg światła wynosi 15 mil morskich.
Obiekt został wybudowany w 1881 roku. Przez wiele lat latarnia morska wymagała renowacji. W 2018 roku została całkowicie odnowiona zarówno wewnątrz, jak i na zewnątrz. Po renowacji planowane było umiejscowienie w niej małego muzeum i kawiarni. Obecnie nie ma możliwości zwiedzania wieży.

## Galeria

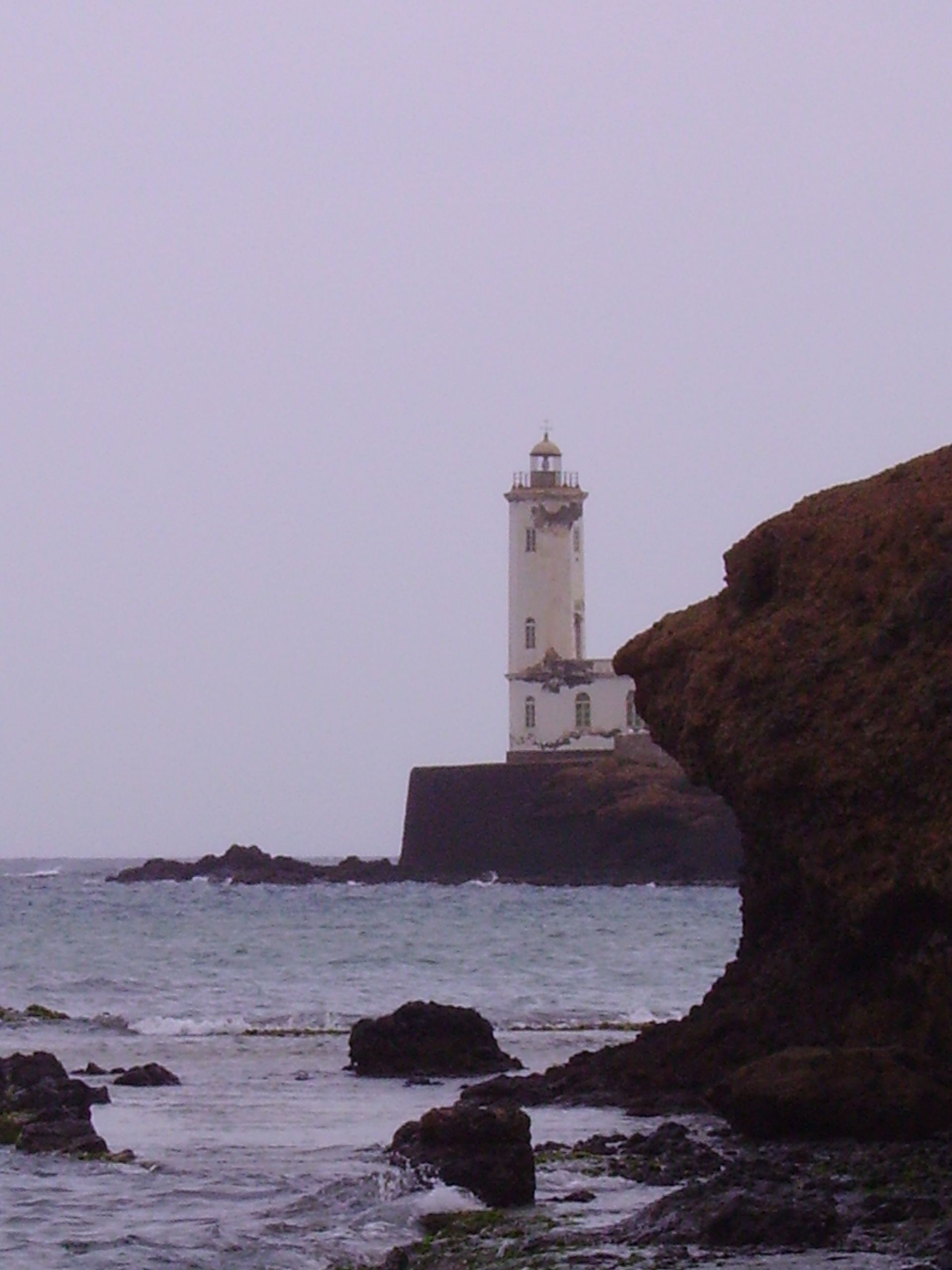
Widok na latarnię od północnego zachodu.
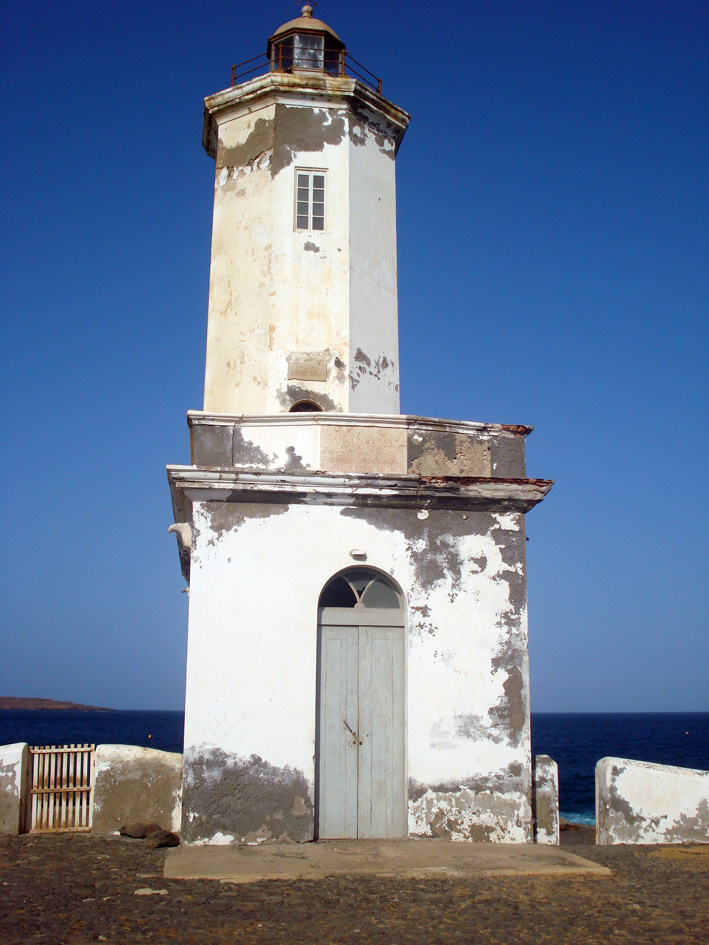
Wejście do latarni.
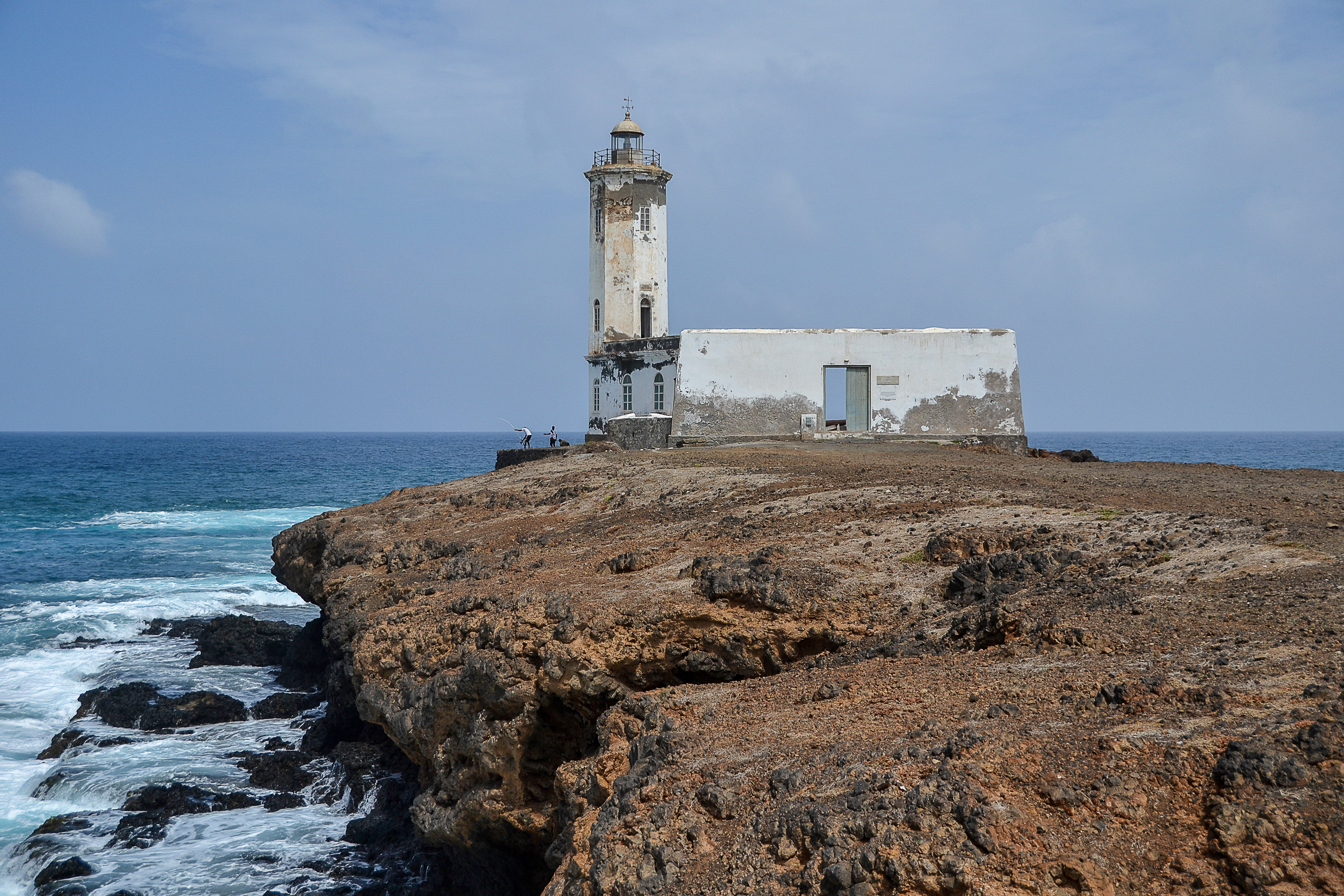
Latarnia, widok z Prai.